# Amt Heppenheim
Das Amt Heppenheim (zunächst auch: Amtsvogtei Heppenheim) war ein Amt in Kurmainz, der Landgrafschaft Hessen-Darmstadt und nachfolgend des Großherzogtums Hessen. Verwaltungssitz war Heppenheim an der Bergstraße.

## Funktion
In der Frühen Neuzeit waren Ämter eine Ebene zwischen den Gemeinden und der Landesherrschaft. Die Funktionen von Verwaltung und Rechtsprechung waren hier nicht getrennt. Dem Amt stand ein Amtmann vor, der von der Landesherrschaft eingesetzt wurde. 

## Geschichte

### Kurmainz

#### Entstehung
Bereits vor Gründung des Amtes war Heppenheim Sitz eines Verwaltungs- und Gerichtsbezirks, der Zent Heppenheim. Die „Amtsvogtei Heppenheim“ wurde 1782 anlässlich einer Verwaltungsreform geschaffen. Sie war dem Unteren Erzstift und dem Oberamt Starkenburg nachgeordnet. Die Niedere Gerichtsbarkeit und die erste Instanz in Zivilsachen lag auch nach dieser Reform bei den bestehenden Zentgerichten. Die Zentordnung mit dem Zentschultheiß an der Spitze blieb formal bestehen. Die Zentherren waren jedoch gegenüber den vorgesetzten Behörden weisungsgebunden. Auch der Burggraf der Starkenburg verlor bei dieser Umstrukturierung an Macht. Er war weiter Oberamtmann aber seine Befugnisse wurden stark beschnitten, indem ihm ein Oberamtsverweser und ein Oberamtsrichter zur Seite gestellt wurden. Die Rechtsprechung der zweiten Instanz wurde jetzt vom Oberamtsrichter und den Amtskellnern von Heppenheim und Bensheim als Beisitzern ausgeübt.

#### Recht
Im Amt Heppenheim galt das formal 1755 noch einmal eingeführte Mainzer Landrecht als Partikularrecht. Das Gemeine Recht galt darüber hinaus, soweit das Mainzer Landrecht spezielle Regelungen für einen Sachverhalt nicht enthielt. Diese Rechtslage blieb während des gesamten 19. Jahrhunderts erhalten, als das Gebiet zum Großherzogtum Hessen gehörte. Erst zum 1. Januar 1900 wurde sie von dem einheitlich im ganzen Deutschen Reich geltenden Bürgerlichen Gesetzbuch abgelöst.

### Hessen
Mit dem Reichsdeputationshauptschluss wurde Kurmainz 1803 aufgelöst und das Oberamt Starkenburg mit der Amtsvogtei Heppenheim der Landgrafschaft Hessen-Darmstadt zugeschlagen, die 1806 in „Großherzogtum Hessen“ umbenannt wurde. Die bestehenden Amtsvogteien, so auch Heppenheim, wurden als hessische Ämter weitergeführt, während das „Oberamt Starkenburg“ 1805 aufgelöst wurde. Das „Amt Heppenheim“ war der Provinz Starkenburg unterstellt.
Mit der Ausführungsverordnung vom 9. Dezember 1803 wurde das Gerichtswesen der beiden oberen Instanzen im Großherzogtum neu organisiert. Die Ämter – so auch das Amt Heppenheim – blieben dabei die erste Instanz der Rechtsprechung.

### Ende
1821 kam es zu einer Justiz- und Verwaltungsreform, mit der auch die Trennung der Rechtsprechung von der Verwaltung auf unterer Ebene umgesetzt wurde. Die Ämter wurden aufgelöst, ihre Aufgaben hinsichtlich der Verwaltung neu gebildeten Landratsbezirken, die erstinstanzliche Rechtsprechung Landgerichten übertragen. Das Amt Heppenheim wurde aufgelöst. An die Stelle des Amtes Heppenheim trat im Bereich der Verwaltung nun – mit Ausnahme der Stadt Heppenheim selbst – der Landratsbezirk Lindenfels, hinsichtlich der Rechtsprechung wurde das Landgericht Fürth zuständig.
Die Stadt Heppenheim dagegen wurde dem Landratsbezirk Heppenheim unterstellt und Sitz des Landrates. Hinsichtlich der Rechtsprechung gehörte sie nun zum Landgericht Lorsch.

## Umfang
Das Amt Heppenheim bestand aus den nachfolgend aufgelisteten Gemeinden und Siedlungen:
- Erbach,
- Heppenheim,
- Kirschhausen,
- Ober-Hambach,
- Sonderbach,
- Unter-Hambach und
- Erlenbach.

Das Gebiet des Amtes Heppenheim lag komplett im Gebiet der Gemarkung der heutigen Stadtgemeinde Heppenheim.